# Insolacija
Insolácija ali osónčenost in osónčenje je obsevanje Zemeljske oble s sončnimi žarki, oziroma na splošno planeta.
D. H. Nall meni, da je insolacija »ena od najpomembnejših podnebnih spremenljivk za človeško blagostanje in izgradnjo energijske učinkovitosti. 